# Le Baiser de Marseille
Le Baiser de Marseille est le titre donné à une photographie représentant l'échange d'un baiser entre deux jeunes femmes. Elle a été prise le 23 octobre 2012 à Marseille, en marge d'une manifestation organisée par l'Alliance VITA contre l'ouverture du mariage civil aux couples de même sexe. La scène, photographiée par Gérard Julien pour l'Agence France-Presse et filmée avec un téléphone portable par une amie des deux jeunes femmes, a été fortement commentée et partagée dans le monde entier. Elle est devenue pour de nombreux médias engagés ou généralistes un des symboles majeurs, parfois qualifié d'iconique, de l'ouverture du mariage civil aux couples de même sexe en France et de la critique envers les opposants d'un tel mariage.

## Contexte

### Contexte national
François Hollande, devenu président de la République Française le 15 mai 2012, présente dans la proposition 31 de son programme électoral son souhait d'ouvrir le mariage et l'adoption aux couples de même sexe. Début octobre, le Premier Ministre Jean-Marc Ayrault annonce l'examen du projet de loi porté par la Garde des Sceaux Christiane Taubira en Conseil des Ministres pour la fin du mois. C'est à cette occasion que des opposants au projet commencent à faire leur apparition, dont Christine Boutin, ayant fondé en 1993 le mouvement Alliance pour les droits de la vie, renommée depuis Alliance VITA. C'est ce mouvement qui organise le 23 octobre 2012 les premières manifestations d'opposition au projet dans plusieurs grandes villes de France.

### Événement photographié

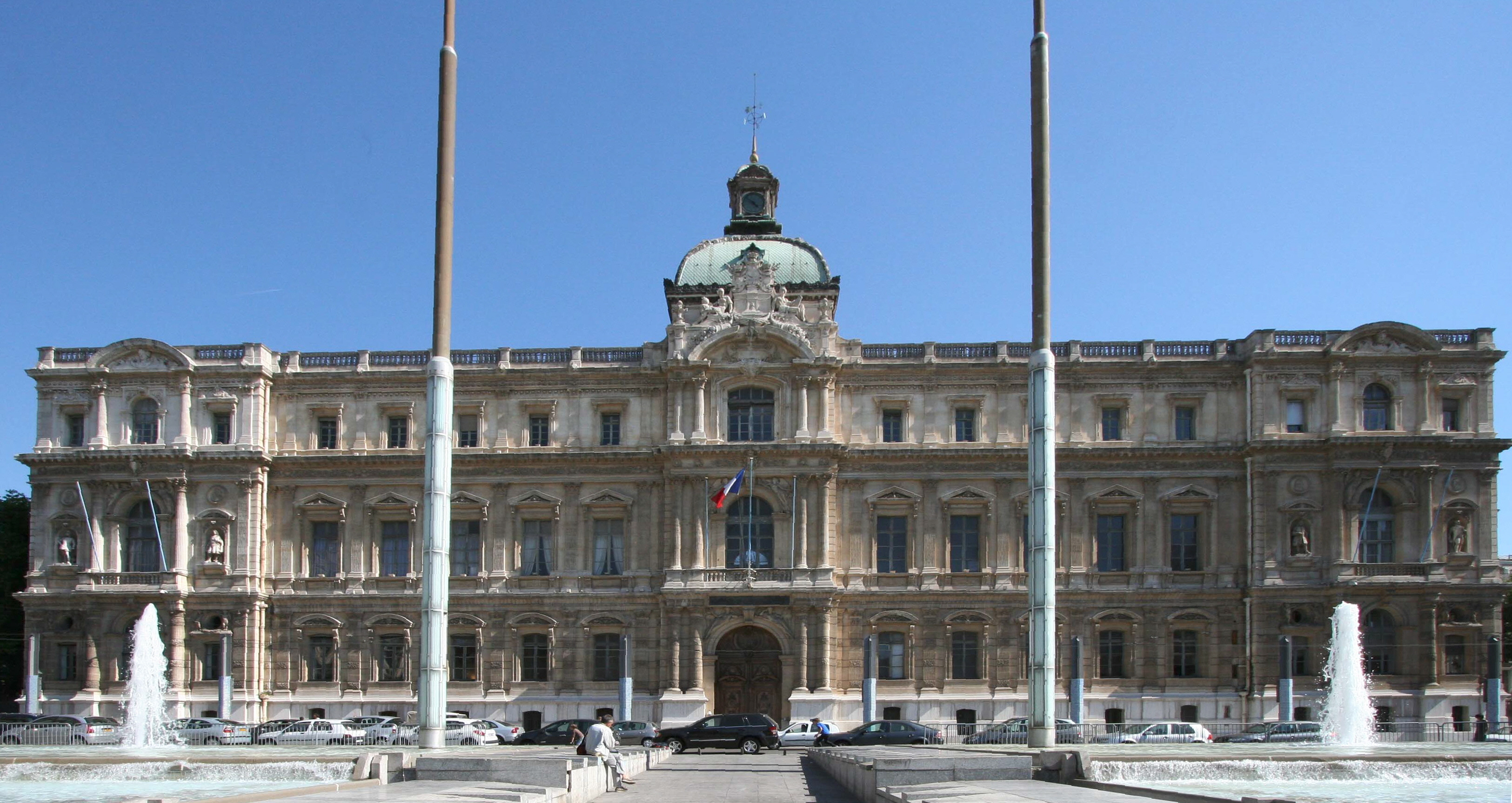
La manifestation se tenait en face de l'Hôtel de préfecture des Bouches-du-Rhône.

Le mardi 23 octobre 2012, lors d'une de ces manifestations contre le mariage homosexuel à Marseille, Julia Pistolesi et Auriane Wirtz-Susini, deux étudiantes amies de longue date, alors âgées respectivement de 17 et 19 ans, passent devant l'Hôtel de préfecture des Bouches-du-Rhône, à proximité de manifestants qui préparent une mise en scène avec une allée séparant hommes et femmes. Hétérosexuelles et se présentant comme non militantes, les deux jeunes femmes se dirigent alors dans cette allée et y échangent un fougueux baiser de quelques secondes, souhaitant « adoucir » par ce moyen le discours des manifestants qu'elles jugent trop extrême, et également « les embêter » et « les faire chier »,. Leur baiser surprend tout le monde, puis elles s'éclipsent après avoir interpellé les manifestants. La réaction des manifestants est d'abord un grand silence, puis, selon Julia, certains d'entre eux les insultent,, alors que d'autres se contentent de sourire face au culot des deux jeunes femmes.
Le responsable du service photographique de l'Agence France-Presse pour la région Provence-Alpes-Côte d'Azur, Gérard Julien, photographie ce baiser à neuf reprises, saisi par « le contraste entre deux cultures et deux générations ». Le photographe ne se doute pas du buzz que va générer l'un de ces clichés, estimant que ce serait « une simple photo insolite qui allait illustrer un aspect anecdotique des manifs de ce jour-là ». De leur côté, les deux jeunes femmes disent avoir fait ce geste dans l'improvisation la plus totale, et « sur le ton de la rigolade ».

## Description et analyse de la photographie
Sur la photographie, les deux jeunes femmes, vêtues de couleurs plutôt sombres et sacs en bandoulière, s'embrassent sur la bouche. En arrière-plan, des manifestantes hostiles au projet de loi, vêtues de blanc et de rose, sont debout ou assises, et certaines montrent leur indignation avec la bouche ouverte et le regard tourné vers les jeunes femmes. D'autres clichés, publiés ultérieurement, proposent un angle et des attitudes différents.
Gérard Julien, le photographe, estime que ce cliché symbolise l'opposition entre « le monde d'hier » et « le monde d'aujourd'hui ». Il qualifie par ailleurs ce cliché d'« image positive ». Romain Pigenel, responsable du site de campagne de François Hollande en 2012, confirme ce point de vue en notant l'écart d'âge et d'accoutrement entre les « héroïnes » et les manifestants, mais il propose d'y voir aussi « l'opposition entre émotion et raison » : les opposants au projet de loi, avec leurs slogans et leurs pancartes, portent un message argumentatif, tandis que les jeunes femmes incarnent l'instantanéité du désir, bien plus photogénique. Elles réintroduisent également la dimension subversive du combat LGBT à un moment où les militants "anti" en reprennent les méthodes de happening, rétablissant « minorité et majorité à leur place initiale ». De plus, Romain Pigenel observe le caractère consensuel de l'image qui convient autant aux homosexuels qui se trouvent confortés dans leur revendication, qu'aux hétérosexuels puisque les deux jeunes femmes conservent les attributs traditionnellement attachés aux canons hétérosexuels (cheveux longs, féminité).
David Groison, rédacteur en chef de Phosphore, et Pierangelique Schouler, iconographe de presse, auteurs d'un ouvrage d'analyse des photos d'actualité, notent également les multiples contrastes visibles sur le cliché. D'abord les jeunes filles paraissent naturelles (tenue vestimentaire décontractée, canette à la main…) tandis que les manifestants, « costumés », semblent plus artificiels. Ensuite cette photo propose une inversion de la valeur des couleurs qui apporte « un effet de surprise supplémentaire » car, habituellement, le blanc et le rose sont des couleurs positives alors que les tons sombres renvoient au deuil. De même, le jeu des regards met les jeunes femmes en valeur car si elles-mêmes ferment les yeux, les regards des manifestants « convergent vers elles ». Groison et Schouler insistent aussi sur le centrage de la photo qui isole le duo au milieu d'un environnement hostile qui l'enserre totalement. Ils en concluent que ce baiser est « le grain de sel qui dévoile la mise en scène » que les manifestants ont pourtant conçue pour la rendre attractive et que ces derniers ont donc « perdu un match médiatique ».

## Médiatisation et impact du cliché

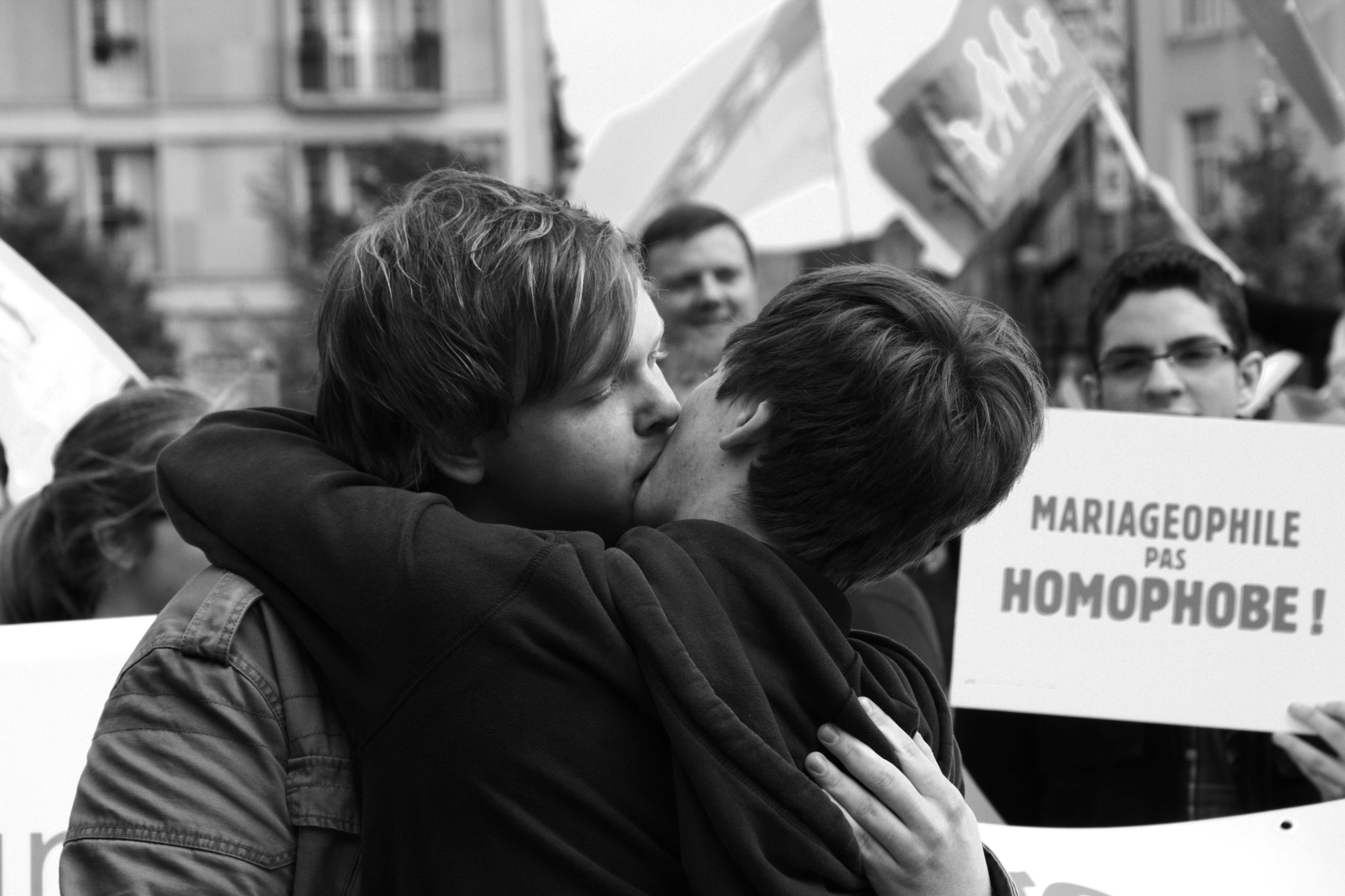
Un baiser similaire entre deux hommes à Strasbourg le 4 mai 2013.

Un des clichés pris par Gérard Julien est publié sur le compte Twitter de l'AFP juste après la manifestation du 23 octobre 2012. Paul Parant, chef de la rubrique information du magazine Têtu, la publie à son tour sur son compte puis dans le magazine,. Immédiatement, elle génère plusieurs milliers d'appréciations et de partages, d'abord sur Twitter, puis sur Facebook, avant de s'exporter à l'international,,, et de faire parler d'elle dans les médias. Ce cliché devient alors un symbole du débat sur l'égalité des droits en France, ou de la lutte citoyenne contre les discriminations, éclipsant la portée des manifestations organisées ce jour-là,,. Les deux protagonistes se sentent d'abord effrayées par la puissance du buzz, mais sont ensuite rassurées en recevant plusieurs centaines de messages de soutien.
Quelques jours après la diffusion de la photographie sur Internet, le baiser des deux jeunes femmes de Marseille est imité par plusieurs couples du même sexe en marge d'une manifestation d'Alliance VITA sur la place Royale de Nantes. Le mouvement international All Out a réutilisé la photographie plusieurs fois pour ses pétitions, de même que certains médias pour illustrer ses articles, à l'image du Huffington Post et de ses diaporamas. Milieu 2013, le cliché est exposé au Musée des civilisations de l'Europe et de la Méditerranée récemment ouvert à Marseille[réf. nécessaire]. Fin 2014, la photographie est à nouveau reprise (notamment par le collectif All Out) pour organiser une contre-manifestation à celle de la Manif pour Tous prévue le 5 octobre 2014. À cette occasion, les deux jeunes filles s'étonnent de la pérennité du succès du cliché : « On croyait que le buzz allait durer deux jours. Et maintenant, ça fait deux ans ». Elles acceptent par la suite d'être marraines de la Marche des fiertés de Marseille en 2014, bien qu'elles continuent de s'abstenir de participer aux manifestations en faveur du projet de loi. Huit ans plus tard, Julia Pistolesi déclare au magazine Têtu « je suis très fière d’avoir été une alliée à la lutte pour l’égalité des droits ».
Cette photographie fait aussi l'objet d'un documentaire de Valérie Mitteaux, dont le rapide financement par la plate-forme en ligne Ulule,, permet de démarrer la production seulement six mois après l'événement. Ce documentaire prend ce cliché pour point de départ et aborde les thèmes de l'homosexualité et de l'homophobie à Marseille dans le contexte de l'adoption du projet de loi ouvrant le mariage aux couples de même sexe. Une revue de presse reprenant 16 articles de médias datant de plusieurs mois après les événements a d'ailleurs été constituée à cette occasion. La diffusion en avant-première du documentaire est annoncée pour le 16 mai 2014 à Marseille, date la journée internationale contre l'homophobie, et sa sortie pour le 16 octobre 2014. Lors du tournage du documentaire, Marie-Arlette Carlotti, alors ministre chargé de la lutte contre l'exclusion, reçoit la réalisatrice et les deux jeunes femmes immortalisées par la photographie, et déclare que leur baiser, bien qu'étant « un petit geste », a fait « plus que beaucoup de combats » car « elle a fait le tour du monde ». Le documentaire de Valérie Mitteaux sert ensuite de support pour des projections-débats et connaît une diffusion dans d'autres pays.
Comparé avec d'autres images de baisers célèbres comme celles du Baiser de l'hôtel de ville de Robert Doisneau, du baiser fraternel entre Honecker et Brejnev ou encore du baiser de la réconciliation serbo-croate, le Baiser de Marseille est lui aussi devenu célèbre. En 2014 il sert ainsi de référence pour une photographie similaire prise au Royaume-Uni. Plusieurs sites mettent en avant l'importance du cliché de Gérard Julien : le site belge 7sur7 estime dès octobre que c'est « l'une des images de l'année » 2012, la plate-forme virtuelle PolicyMic a intégré le cliché dans une liste des plus grands moments LGBT de l'année 2013, et en 2014 le site Topito l'a sélectionné dans un top 10 des plus célèbres photographies de baisers. En 2023, pour les 10 ans de la loi ouvrant le mariage aux couples homosexuels en France, Olivier Juszczak note que cette photographie iconique a fait du baiser entre personnes de même sexe un symbole du combat pour ce droit.

## Réactions des opposants au projet de loi
Interrogée sur Sud Radio, Christine Boutin, fondatrice d'Alliance VITA, déclare que cette photographie « a choqué beaucoup de Français ».
Dans le documentaire de Valérie Mitteaux, Christine Dubrule, une sympathisante d'Alliance VITA que l'on voit en arrière-plan sur la photographie, estime que ce cliché a été utilisé pour « disqualifier les personnes comme [elle] » en les traitant d'homophobes mais elle considère que « la plupart des gens se sont rendu compte que ce n'était pas du tout ça la question ». Dans le même documentaire, Alfred de Crépy, délégué d’Alliance VITA qui était également sur les lieux, avoue qu'il avait d'abord trouvé le geste « sympa » avant de comprendre « qu’elles voulaient faire passer un message qui était en décalage » avec celui des manifestants. Il considère lui aussi qu'il est injuste de considérer les manifestants comme homophobes car leur objectif était de défendre « simplement le droit des enfants ».